# Hristo Nedjalkov
Hristo Jankov Nedjalkov (Trnovo, 23. prosinca 1864. – Sofija, 11. studenog 1943.) je bio bugarski general i vojni zapovjednik. Tijekom Prvog svjetskog rata zapovijedao je 1. sofijskom pješačkom divizijom na Rumunjskom i Solunskom bojištu.

## Vojna karijera
Hristo Nedjalkov je rođen 23. prosinca 1864. u Trnovu. Školu pohađa u Trnovu i Petropavlovskom bogoslovnom sjemeništu u Ljaskovcu. U rujnu 1881. počinje pohađati vojnu akademiju u Sofiji, na kojoj diplomira 1884. godine. Po završetku akademije dodijeljen mu je kolovozu 1884. čin potporučnika, te je raspoređen u pješačku satniju. Tijekom Srpsko-bugarskog rata služi u 1. satniji 4. pješačke plevenske pukovnije. Kada je 7. studenog 1885. ranjen zapovjednik satnije Stefan Hristov, privremeno preuzima zapovjedništvo nad satnijom s kojom sudjeluje i u borbama oko Vrapče i Slivnice. U napadima na srpske položaje na Meka Crevi i Tri Uši ističe se osobnim primjerom. U kolovozu 1886. promaknut je u čin poručnika, a 1889. u čin satnika. Zapovijeda satnijama u 4., 7. i 11. pričuvnoj pukovniji, a nakon toga u 9., 18. i 21. pješačkoj pukovniji. U siječnju 1901. unaprijeđen je u čin bojnika, dok čin potpukovnika dostiže u siječnju 1905. godine. Potom služi kao intendant 4. preslavske pješačke divizije, te kao načelnik 21. pukovnijskog vojnog okruga. Godine 1908. imenovan je zamjenikom zapovjednika 6. tarnovske pješačke pukovnije, nakon čega obnaša dužnost pomoćnika zapovjednika 21. srednogorske pješačke pukovnije. U veljači 1912. promaknut je u čin pukovnika, te je imenovan zapovjednikom 24. crnomorske pješačke pukovnije. Tijekom Prvog balkanskog rata sudjeluje u borbama kod Bunarhisara, Čataldže i Edirnea. U Drugom balkanskom ratu bori se protiv srpske vojske kod Štipa, Kočana i Kalimancija. Nakon potpisanog primirja svoju pukovniju u dobrom redu povlači prema Burgasu.

## Prvi svjetski rat
Tijekom Prvog svjetskog rata Nedjalkov zapovijedajući 1. brigadom 1. sofijske pješačke divizije sudjeluje u napadu na Srbiju. gdje sudjeluje u borbama kod Pirota, Bele Palanke i Leskovca. Nakon ulaska Rumunjske u rat, u kolovozu 1916. s 1. brigadom sudjeluje u zauzimanju tvrđave Turtucaiae. Nakon toga je u rujnu 1916. imenovan zapovjednikom 1. sofijske pješačke divizije zamijenivši na tom mjestu Janka Draganova s kojom sudjeluje u Prvoj i Drugoj bitci kod Kobadina nakon čega u 24. listopada 1916. ulazi u Cernavodu. U sastavu Dunavske armije u studenom 1916. kod Svištova prelazi Dunav te ubrzo ulazi u Bukurešt. Nakon toga potiskuje rumunjske snage sve do rijeke Seret. U svibnju 1917. promaknut je u čin general bojnika, te je zajedno s 1. sofijskom pješačkom divizijom upućen na Solunsko bojište gdje je divizija sve do kraja rata i proboja bojišta u Vardarskoj ofenzivi držala dio bojišta sjeverno od Bitolja.

## Poslije rata
Nakon završetka rata imenovan je načelnikom granične straže, te je u siječnju 1919. unaprijeđen u čin general poručnika. Krajem 1919. napušta vojsku, te prelazi u pričuvu. Postaje predsjednikom Saveza pričuvnih časnika, te kasnije Društva vitezova nositelja ordena "Za hrabrost". Počinje se baviti znanstvenim radom, te postaje članom Saveza bugarskih znanstvenika, umjetnika i književnika. Preminuo je 11. studenog 1943. u 79. godini života u Sofiji.

## Vanjske poveznice
(bug.) Hristo Nedjalkov na stranici Electronic-library.org

(češ.) Hristo Nedjalkov na stranici Valka.cz